# Passirio
Le torrent du Passirio (Passer en allemand) prend sa source au col du Rombo (à la frontière austro-italienne) dans le Haut-Adige et, après avoir traversé la Vallée du Passirio, se jette dans l'Adige à Merano.
La principale localité sur son cours est le bourg de San Leonardo in Passiria.
La ville de Merano possède une importante halte de canoë à la confluence de ce torrent avec le fleuve Adige. Plusieurs sections de ce fleuve sont navigables avec un canoë adéquat.

## Toponyme
Le Passirio est mentionné dans les sources historiques dès les années 770 comme Amnis Passires,, puis plus tard comme Fluvius Pezzerair, Passeran, Perran et enfin Passer.

## Histoire
Depuis le XIVe siècle ce fleuve était navigué pour le transport du bois, qu'on mettait en fagots à hauteur de l'actuel centre de soins de Merano.
Le Passirio a toujours été tristement célèbre pour ses crues dévastatrices, qui sont à l'origine des débordements du lac de Kummersee, au fond du val Passiria. Ce lac s'est formé en 1401, après un énorme glissement de terrain. La première inondation est survenue dès 1419, et ce fut la plus grande et la plus désastreuse pour la ville de Merano : elle balaya l’église du Saint-Esprit et l’hôpital attenant, n'entraînant pas moins de 400 morts.
Il y eut bien d'autres inondations par la suite : 1503, 1512, 1572, 1721, 1772 et 1773. Enfin en 1774, son cours fut endigué. À plusieurs reprises, le torrent en crue a dispersé ponts et murailles, y compris le pont de bois qui se trouvait à l'emplacement du pont romain de Merano.

## La turcie du Passirio à Merano
Cette chaussée a été construite à cause des multiples dévastations historiques, la dernière en date de 1817, qui avait sérieusement mis en péril la ville de Merano : les autorités décidèrent pour lors d'élargir et de renforcer les remparts du centre-ville. Au fil des années, la partie supérieure de cette muraille est devenue une chaussée menant du Pont de la Poste au Pont du Théâtre.

## La descente du Passirio en canoë
On peut descendre le torrent en slalom (canoë-kayak) sur deux sections : une troisième section, plus en amont, qui partait de Moso, était la plus difficile et constituait à elle seule un véritable défi pour les plus expérimentés ; mais par suite de la construction d'une centrale hydroélectrique elle n'est provisoirement plus accessible, la rivière étant dérivée par une conduite forcée. La section intermédiaire et la dernière section sont accessibles aux licenciés de catégorie IV, la section urbaine est assez facile, même s'il ne faut pas en sous-estimer la difficulté.